# Bach (rod)

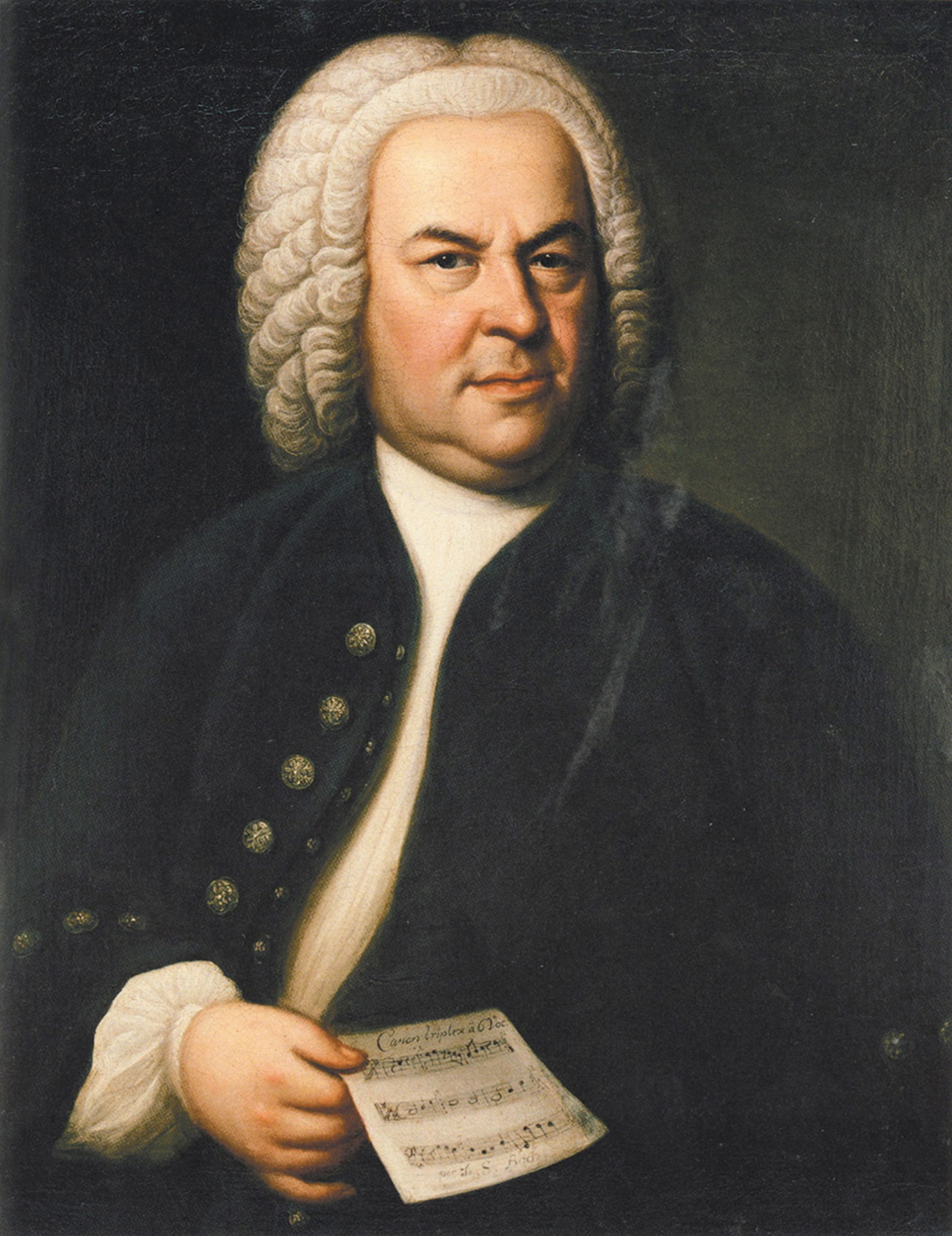
Johann Sebastian Bach

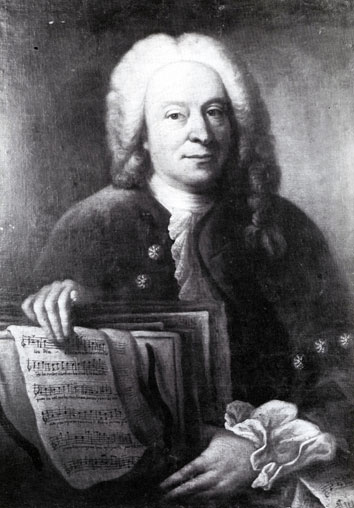
Johann Christoph Bach

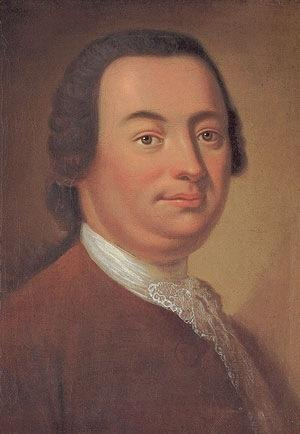
Johann Christoph Friedrich Bach

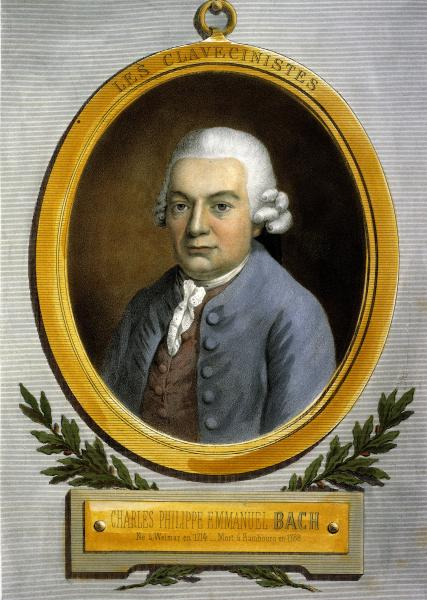
Carl Philip Emanuel Bach

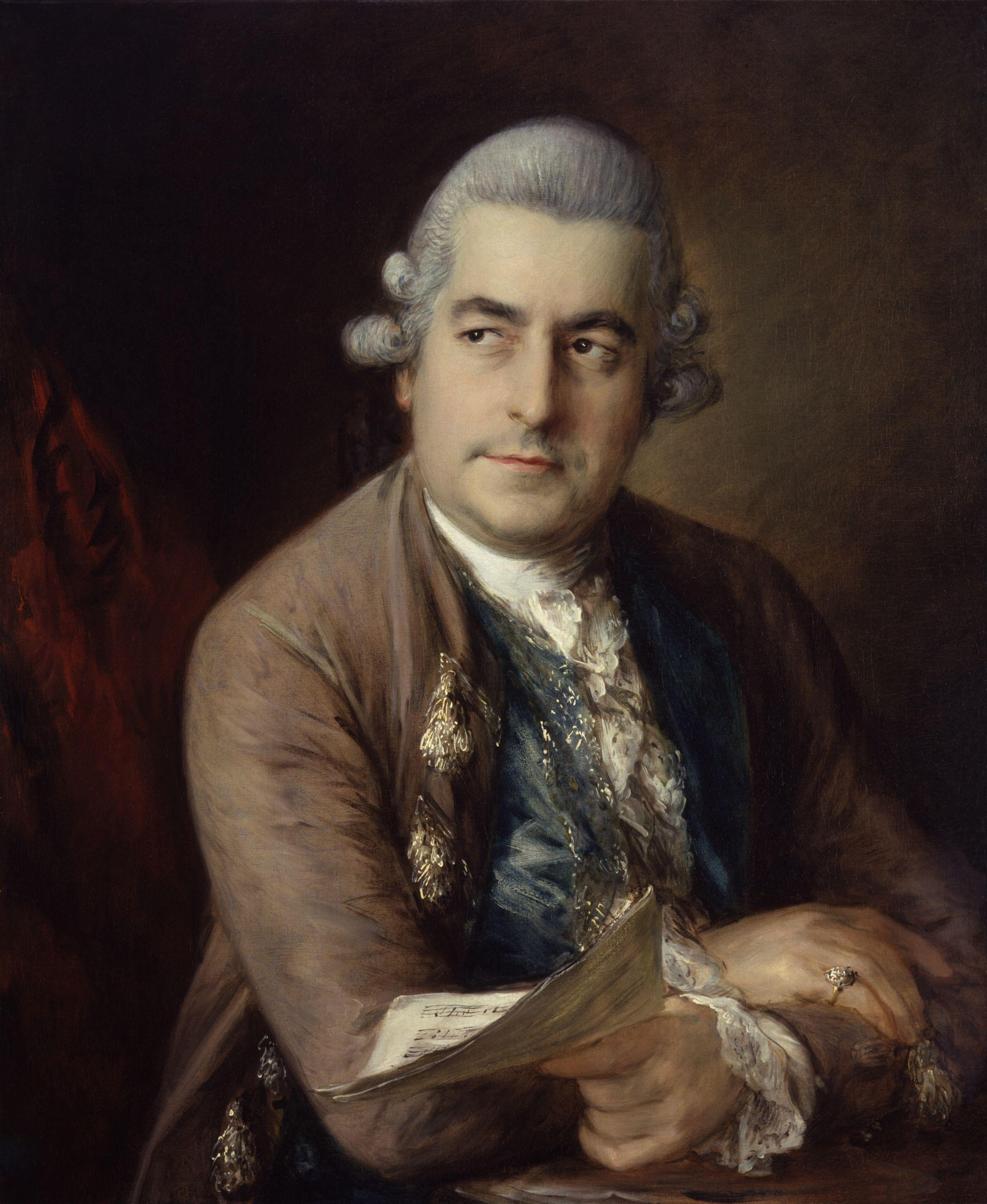
Johann Christian Bach

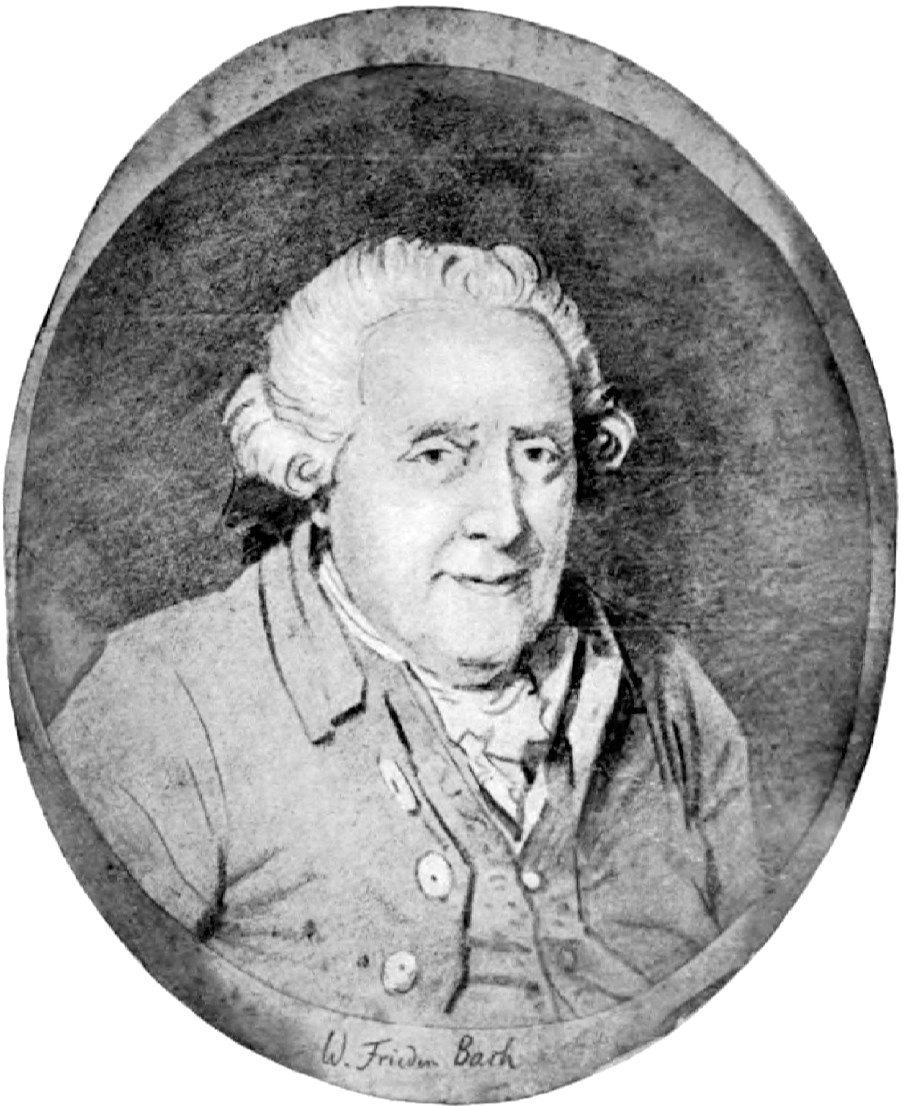
Wilhelm Friedemann Bach

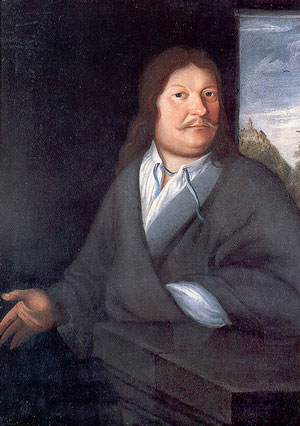
Johann Ambrosius Bach

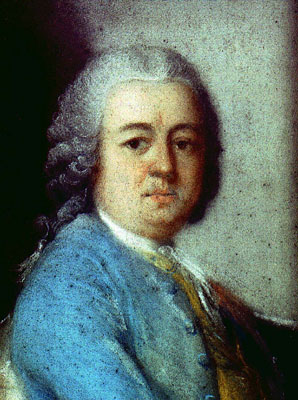
Johann Ludwig Bach

Rozvětvená rodina Bachů ovládala hudební život ve středním Německu od druhé poloviny 16. století do poloviny 19. století. Pocházela z ní řada městských hudebníků, varhaníků a skladatelů. Např. v Erfurtu se ještě v roce 1793 všichni městští hudebníci nazývali "Bachové", ačkoli nikdo z hudebníků tohoto jména ve městě již dávno nežil. Mezi nejznámější a nejvlivnější patřil Johann Sebastian Bach. O některých členech rodiny se dochovalo jen málo informací.
Obvykle se dvě hlavní linie:
- Erfurtská linie, jejímž zakladatelem byl Johannes Bach (1604– 1673);
- Arnstadská linie, jejímž zakladatelem byl Johannesův bratr Heinrich Bach (1615–1692).

## Seznam členů rodiny – hudebníků
- Veit Bach (?–1578), zaměstnáním pekař a první hudebník z rodiny Bachů.
  - Caspar Bach (1570–1640), dvorní a městský hudebník (fagotista) v Arnstadtu v letech 1620–33.
    - Caspar Bach (1600–?), vystudoval hudbu dvorech v Bayreuthu a Drážďanech (1621–1623). Poté odešel do Itálie a nic dalšího není známo.
    - Johann(es) Bach (1612–1632) byl městským hudebníkem v Arnstadtu.
    - Melchior Bach (1603–1634), městský hudebník v Arnstadtu.
    - Nicolaus Bach (1618–1637), městský hudebník v Arnstadtu.
    - Heinrich Bach (?–1535), slepý syn Caspara Bacha, vystudoval hudbu v Itálii.

- - Johannes Bach (1550–1626)

- -     - Johannes Bach (1604–1673), zakladatel tzv. Erfurtské linie rodiny Bachů.
      - Johann Christian Bach (1640–1682), houslista městské hudby v Erfurtu a Eisenachu.
        - Johann Jacob Bach (1668–1692), hudebník v Eisenachu.
        - Johann Christoph Bach (1673–1727), učitel v Erfurtu, od roku 1698 učitel a varhaník v Gehrenu.
          - Johann Samuel Bach (1694–1720), učitel a hudebník v Sondershausenu a Günterslebenu.
          - Johann Christian Bach (1696–?), hudebník v Sondershausenu.
          - Johann Günther Bach (1703–1756), tenorista a houslista v Erfurtu.

      - Johann Aegidius Bach (1645–1713), houslista a varhaník v Erfurtu.
        - Johann Bernhard Bach (1676–1749)
          - Johann Ernst Bach (1722–1777)
            - Johann Georg Bach (1751–1797), dvorní a městský varhaník v Eisenachu.

        - Johann Christoph Bach (1685–1740), varhaník v Georgenkirche v Eisenachu.
          - Johann Friedrich Bach (1706–1743), varhaník v Quedlinburgu, od roku 1735 učitel v Andislebenu.
          - Johann Aegidius Bach (1709–1746), kantor a hudebník v Großmonra.

- -     -       - Johann Nicolaus Bach (1653–1682), violista městského orchestru v Erfurtu.

- -     - Christoph Bach (1613–1661), dvorní hudebník ve Výmaru, od r. 1642 v Erfurtu a od r. 1654 v Arnstadtu.
      - Georg Christoph Bach (1642–1697).
        - Johann Valentin Bach (1669–1720), městský hudebník a věžník ve Schweinfurtu .
          -             - Johann Lorenz Bach (1695–1773)
            - Johann Elias Bach (1705–1755)

      - Johann Ambrosius Bach (1645–1695)
        - Johann Christoph Bach (1671–1721)
          - Tobias Friedrich Bach (1695–1758), od r. 1714 varhaník v kostele sv. Trojice v Ohrdrufu, v roce 1717 kantor v Gandersheimu, v Pferdingsleben (1920) a od r. 1921 v Udestedtu.
            - Tobias Friedrich Bach (1723–1805), od r. 1747 kantor v Erfurtu. Nejprve v Reglerkirche a od roku 1762 ve františkánském kostele.

          - Johann Bernhard Bach (1700–1743), varhaník v chrámu sv. Michala v Ohrdrufu.
          - Johann Christoph Bach (1700–1756), kantor v Ohrdrufu.
            - Philipp Christian Georg Bach (1734–1809), kantor v chrámu sv. Michala v Ohrdrufu, od r. 1772 vikář ve Wernigshausen.
            - Ernst Carl Gottfried Bach (1738–1801), kantor ve Wechmaru, od r. 1772 v Ohrdrufu.
            - Ernst Christian Bach (1747–1822), v letech 1773–1819 kantor ve Wechmaru.

          - Johann Heinrich Bach (1707–1783), žák J. S. Bacha a jeden z hlavních kopistů jeho skladeb, varhaník v Ohrdrufu a kantor v Oehringen.
          - Johann Andreas Bach (1713–1779), hobojista ve vojenské hudbě v Gothě (1733). O roku 1738 varhaník v Ohrdrufu. Vlastnil tzv. Johann Andreas Bach Buch, hlavní zdroj raných cembalových prací J. S. Bacha.
            - Johann Christoph Georg Bach (1747–1814), varhaník v chrámu sv. Michala v Ohrdrufu.

        - Johann Balthasar Bach (1673–1691), městský hudebník v Eisenachu.
        - Johann Jacob Bach (1682–1722)
        - Johann Sebastian Bach (1685–1750)
          - Wilhelm Friedemann Bach (1710–1784)
          - Carl Philipp Emanuel Bach (1714–1788)
          - Johann Gottfried Bernhard Bach (1715–1739)
          - Gottfried Heinrich Bach (1724–1763)
          - Johann Christoph Friedrich Bach (1732–1795)
            - Wilhelm Friedrich Ernst Bach (1759–1845)

          - Johann Christian Bach (1735–1782)

      - Johann Christoph Bach (1645–1693), městský hudebník v Erfurtu (1666), od r. 1671 dvorní a městský hudebník (houslista) v Arnstadtu.
        - Johann Ernst Bach (1683–1739), varhaník v Arnsdtadtu.
        - Johann Christoph Bach (1689–1740), varhaník v Keule, od roku 1729 varhaník, učitel a obchodník v Blankenhainu.

- -     - Heinrich Bach (1615–1692), zakladatel tzv. Arnstadtské linie rodiny Bachů.
      - Johann Christoph Bach (1642–1703)
        - Johann Nicolaus Bach (1669–1753)
        - Johann Christoph Bach (1676–?), cembalista v Erfurtu, působil v Hamburku (1708–1709), Rotterdamu (1717–1720) a posléze v Anglii, patrně se nikdy do Německa nevrátil.
          - Johann Heinrich Bach (1709–?), cembalista a varhaník.

        - Johann Friedrich Bach (cca 1682–1730), studoval na univerzitě v Jeně, v r. 1708 vystřídal J. S. Bacha na místě varhaníka v kostele sv. Blažeje v Mühlhausenu.
        - Johann Michael Bach (1685–?), stavitel varhan ve Stockholmu.

      - Johann Michael Bach (1648–1694)
      - Johann Günther Bach (1653–1683), varhaník, asistent svého otce v Arnstadtu, výrobce cembal a houslař.

Vedle linie vedoucí k Johannu Sebastianovi existuje další linie vycházející od bratra Veita Bacha, Lipse Bacha (*1552):
- Wendell Bach (cca1580–?, nehudebník))
  - Wendell Bach (cca 1629–1682, nehudebník)
    - Johann Jacob Bach (1655–1718), varhaník; působil ThaIu, ve Steinbachu (1679-1690), Wasungen (1690-1694) a konečně v Ruhle.
      - Johann Ludwig Bach (1677–1631)
        - Samuel Anton Bach (1713–1781), žák J. S. Bacha, dvorní hudebník a malíř v Meiningenu.
        - Gottlieb Friedrich Bach (1714–1785), dvorní hudebník a malíř v Meiningenu.
          - Johann Philipp Bach (1752–1846), dvorní varhaník a malíř v Meiningenu.

      - Nicolaus Ephraim Bach (1690–1730), dvorní varhaník v Meiningenu, později varhaník v Gandersheimu.
      - George Michael Bach (1703–1771), varhaník v kostele sv. Oldřicha v Halle.
        - Johann Christian Bach (1743–1814), zvaný „Klavírní Bach“, hudebník a učitel v Halle.
- Andreas Bach (1587–1637, nehudebník)
  - Johann Bach (1621–1686), kantor v Ilmenau, od r. 1668 jáhen; v r. 1680 jmenován vikářem v Lehnstedtu.
    - Johann Stephan Bach (<1665–1717), kantor v katedrále sv. Blažeje v Brunswicku, básník.
- Lips (Philippus) Bach (cca 1590–1620), hudebník.